# Kritik (tidskrift)
Kritik var en dansk kulturtidskrift, som utgavs 1967–2016 av Gyldendal.
Kritik grundades 1967 av Aage Henriksen och Johan Fjord Jensen på förlaget Fremad. Den redigerades över åren av bland andra Frederik Stjernfelt och Lasse Horne Kjældgaard, Poul Behrendt, Klaus P. Mortensen, Johannes H. Christensen, Hans Hauge, Poul Erik Tøjner och Ursula Andkjær Olsen. 